# Lista de futebolistas com mais gols em uma temporada de liga nacional

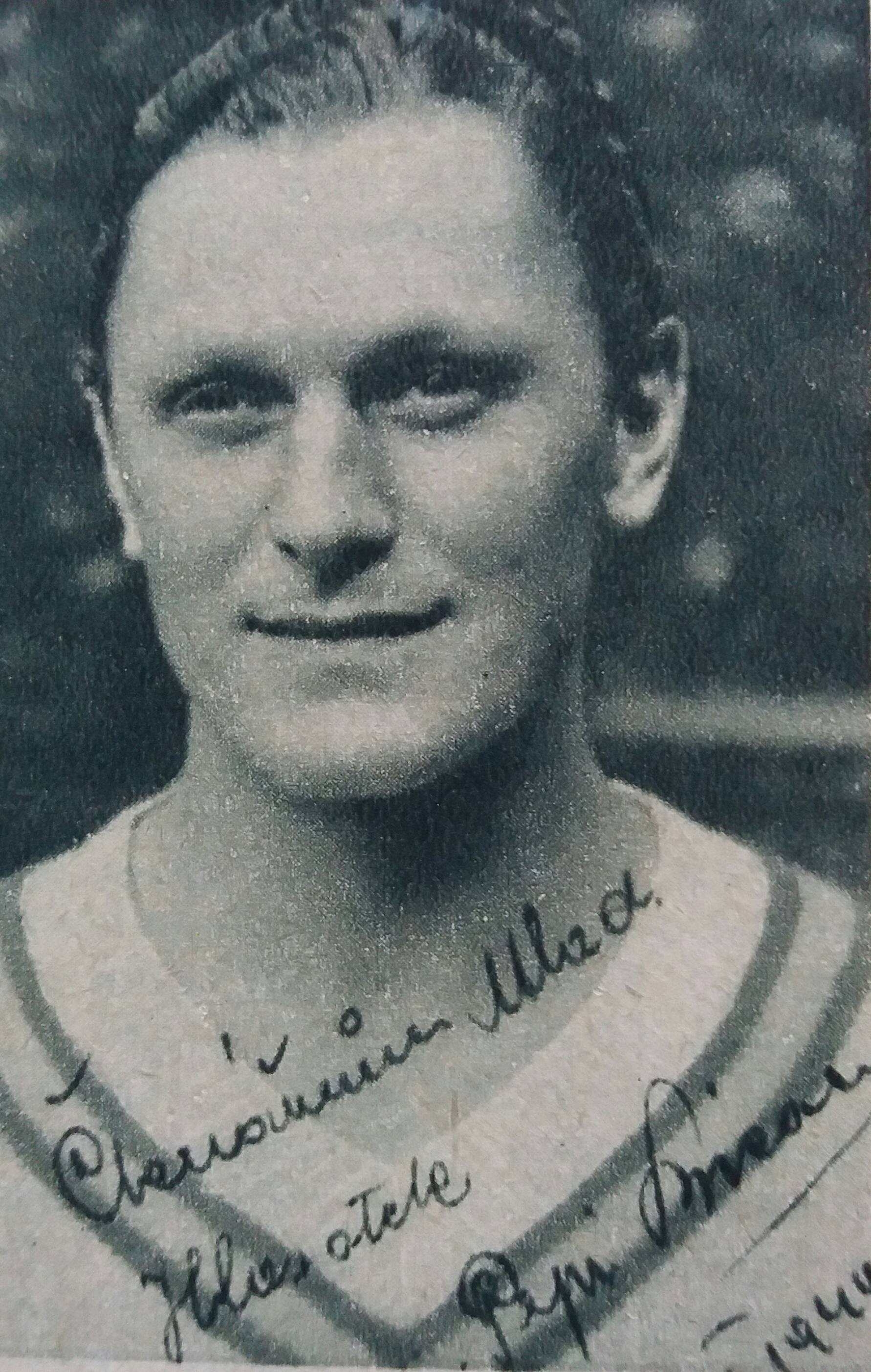
Josef Bican fez incríveis 57 gols em 26 partidas na edição de 1943-1944 de Národní Liga.

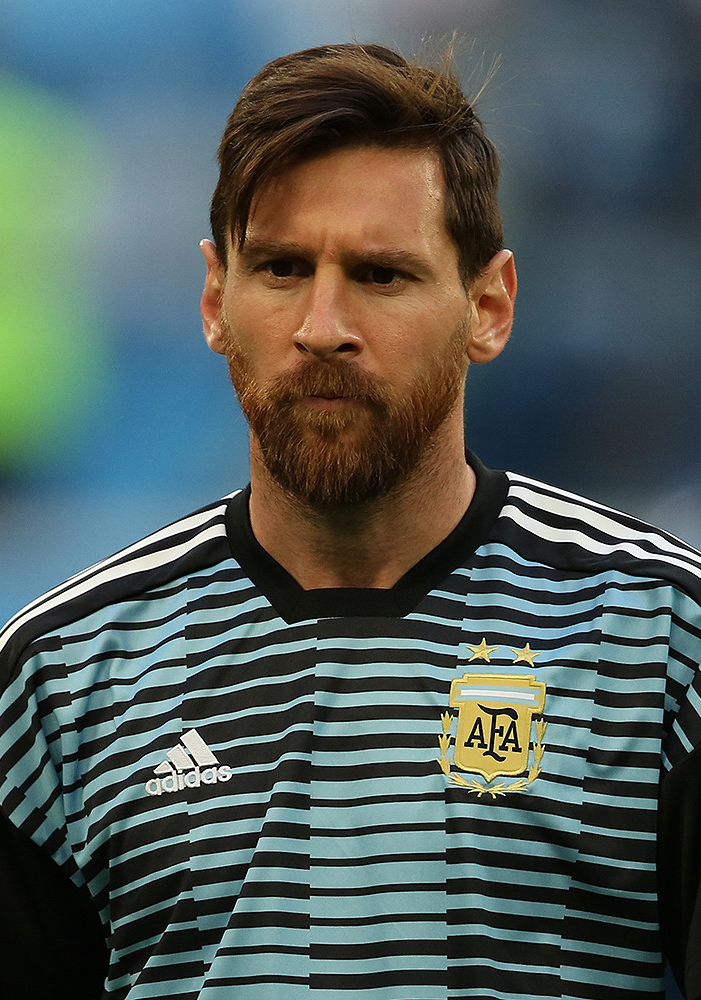
Lionel Messi é o jogador mais recente a conquistar esse feito, e ainda ativo a estar na lista.

Pesquisa detalhada a respeito dos jogadores que mais fizerem gols em uma só edição de liga. Artilheiros lendários como Josef Bican, Zsengellér e Ferenc Deák marcam presença na lista.
A lista tem como topo principal Archibald Stark que foi um jogador que atuou na antiga liga norte-americana e que na temporada 1924-1925 teve como uma incrível marca de 67 gols em 44 partidas. Logo em seguida vem Ferenc Deák, um dos maiores artilheiros de todos os tempos. Deák fez um total de 66 gols (Algumas listas apontam 65 gols) em apenas 34 partidas na edição de 1945-1946 de Nemzeti Bajnokság I. Artilheiros como Dean, Bican, Zsengellér e etc estão logo abaixo, com pouca diferença de gols, alguns deles possuem média incríveis de gols. Destaque para Refik Resmja com uma média superior a 2,50 gols por partida pela antiga SuperLiga da Albania.
| Pos. | Jogador           | Temporada | Liga                            | Gols | Partidas | Média | Ref.                |
| ---- | ----------------- | --------- | ------------------------------- | ---- | -------- | ----- | ------------------- |
| 1    | Archie Stark      | 1924–25   | ASL                             | 67   | 44       | 1,52  | [ 2 ]               |
| 2    | Ferenc Deák       | 1945–46   | Nemzeti Bajnokság I             | 66   | 34       | 1,94  | [ 3 ]               |
| 3    | Dixie Dean        | 1927–28   | English First Division          | 60   | 39       | 1,53  |                     |
| 4    | Héctor Scotta     | 1975      | Apertura & Clausura             | 60   | 57       | 1,05  |                     |
| 5    | Refik Resmja      | 1951      | Liga da Albania                 | 59   | 23       | 2,56  |                     |
| 6    | Ferenc Deák       | 1948–49   | Nemzeti Bajnokság I             | 59   | 30       | 1,97  | [ 4 ]               |
| 7    | José Cardozo      | 2002–03   | Liga MEX                        | 58   | 42       | 1,38  |                     |
| 8    | Josef Bican       | 1943–44   | Národní Liga                    | 57   | 26       | 2,19  | [ 5 ]               |
| 9    | Gyula Zsengellér  | 1938–39   | Nemzeti Bajnokság I             | 56   | 26       | 2,15  | [ 6 ]               |
| 10   | Frederick Roberts | 1930–31   | Northern Ireland First Division | 55   | 26       | 2,11  | [ 7 ]               |
| 11   | William MacFayden | 1931–32   | Scottish First Division         | 52   | 34       | 1,52  |                     |
| 12   | David Brown       | 1927–28   | ASL                             | 52   | 34       | 1,52  | [carece de fontes?] |
| 13   | Gyula Zsengellér  | 1945–46   | Nemzeti Bajnokság I             | 51   | 35       | 1,45  |                     |
| 14   | Josef Bican       | 1939–40   | Národní Liga                    | 50   | 22       | 2,28  | [ 8 ]               |
| 15   | Ferenc Puskás     | 1947–48   | Nemzeti Bajnokság I             | 50   | 31       | 1,61  |                     |
| 16   | James McGrory     | 1935–36   | Scottish First Division         | 50   | 32       | 1,56  | [ 9 ]               |
| 17   | Lionel Messi      | 2011–12   | La Liga                         | 50   | 37       | 1,35  |                     |